# Bistum Bova
Koordinaten: 38° 0′ N, 15° 56′ O
Das Bistum Bova (lat. Dioecesis Bovensis) war eine Diözese der römisch-katholischen Kirche mit Sitz in der Stadt Bova in der Metropolitanstadt Reggio Calabria (Region Kalabrien, Italien). Das Bistum ist erstmals in der ersten Hälfte des 11. Jahrhunderts als Suffraganbistum des Erzbistums Reggio Calabria dokumentiert. 1986 wurde das Bistum Bova mit dem Erzbistum Reggio Calabria zum Erzbistum Reggio Calabria-Bova vereinigt.

## Lage
Das Bistum Bova grenzte im Osten und Nordosten an das Bistum Locri-Gerace, im Westen und Südwesten an das Erzbistum Reggio Calabria und im Süden an das Ionische Meer. Das Bistumsgebiet umfasste die Städte und Ortschaften Bova (inkl. dem später gegründeten Bova Marina), Amendolea, Condofuri, Gallicianò, Roghudi (Roghudi Vecchio), Roccaforte, Africo Vecchio, Palizzi, Pietrapennata, Staiti und Brancaleone. Bischofskirche des Bistums Bova war die Kathedrale San Teodoro in Bova.

## Geschichte
Wann das Bistum Bova gegründet wurde, lässt sich nicht genau bestimmen. Die Existenz ist erstmals in einer Urkunde von 1044 belegt. Es fehlt jedoch noch in der byzantinischen Notitia episcopatuum von 901/902, d. h. die Gründung des Bistums ist in den Zeitraum zwischen 901/902 bis 1044 anzusetzen. Sehr wahrscheinlich wurde dazu ein Teil des Territoriums des Bistums Gerace abgetrennt. Das Bistum Bova war schon bei der Erstnennung ein Suffraganbistum des Erzbistums Reggio Calabria. Die Bulle Sicut in humanis von Papst Alexander III. vom 19. November 1165 bestätigte diese kirchenrechtliche Stellung. Im Bistumsgebiet lagen auch eine Reihe griechischer Klöster wie San Leone (bei Africo Vecchio), San Pantaleone, Santa Maria di Tridetti (bei Staiti), SS. Trinità di Roccaforte, S. Maria delle Grecia di Galliciani, San Nicola di Africo u. a.
Das Domkapitel umfasste den Erzpriester (Protopapas), Dekan, Archidiakon, Kantor, Schatzmeister (Tresoriere) und Primicerius sowie weitere 12 Kanoniker. Im 19. Jahrhundert war das Kapitel auf 21 Kanoniker angewachsen, 7 Würdenträger und 14 einfache Kanoniker. Der Schutzpatron von Bova ist der Hl. Leo, ein griechischer Basilianermönch, der aus Africo stammte. Die Reliquien des Heiligen Leo werden heute in Bova aufbewahrt. In Bova wird auch der aus Bova stammende Basilianermönch Elias Abbas verehrt, ein Zeitgenosse des Hl. Nilus.
Erster bekannter Bischof war Lukas von Bova. Lukas von Bova war auch einige Jahre Administrator des Metropolitansitzes Reggio Calabria während des Streits zwischen Basilius, dem vom Patriarchen von Konstantinopel 1078 eingesetzten, aber nicht investierten Erzbischof von Reggio Calabria und den lateinischen Normannen. Möglicherweise war Lukas also schon in den 1070er Jahren Bischof von Bova.
Im Bistum Bova hielt sich der byzantinische Ritus im Gottesdienst bis 1573. Dies lag sicher auch daran, dass Bova ein Zentrum des griechisch-kalabrischen Dialekts war bzw. ist. Danach wurde von Bischof Giulio Stauriano der lateinische Ritus im Gottesdienst eingeführt. Anscheinend hielt sich der griechische Ritus in den bergigen Regionen des Landesinneren noch länger.
1951 verwüstete ein Unwetter mit Murenabgängen und Erdrutschen die beiden Orte Africo Vecchio und Casalnuovo. Beide Orte wurden in den folgenden Jahren aufgegeben; an der Küste wurde die neue Stadt Africo am Ionischen Meer aufgebaut. Zum 18. Juli 1959 wurde das bisher zur Diözese Locri-Gerace gehörende Gebiet von Casalnuovo dem Gebiet von Africo Vecchio und damit dem Bistum Bova angegliedert. Die neue Gemeinde Africo (bzw. Africo Nuovo) wurde jedoch in die Diözese Gerace-Locri eingegliedert.
Am 12. März 1941 wurde Enrico Montalbetti, Erzbischof von Reggio Calabria, auch zum Bischof von Bova ernannt und vereinte damit die beiden Bischofsämter in einer Person. Auch die zwei folgenden Bischöfe Antonio Lanza und Giovanni Ferro waren Erzbischof von Reggio und Bischof von Bova in Personalunion. Giovanni Ferro gab jedoch 1960 das Bischofsamt von Bova auf, blieb aber Erzbischof von Reggio Calabria. Danach wurden wieder zwei Bischöfe (Giovanni Lenotti  und Aurelio Sorrentino) ausschließlich für das Bistum Bova ernannt. Von 1966 bis 1973 blieb das Bischofsamt unbesetzt. 1973 übernahm Giovanni Ferro das Bischofsamt von Bova erneut. Auch Aurelio Sorrentino, der 1977 zum Erzbischof von Reggio Calabria ernannt worden war, hatte ebenfalls das Erzbischofsamt von Reggio Calabria und das Bischofsamt von Bova in Personalunion inne. Am 30. September 1986 wurde das Bistum Bova von der Kongregation der Bischöfe auch formal mit dem Erzbistum Reggio zum neuen Erzbistum Reggio Calabria-Bova vereinigt. Zum Zeitpunkt der Vereinigung umfasste das Bistum Bova noch 14 Pfarreien und war 268 km² groß. Aurelio Sorrentino wurde somit auch erster Erzbischof des vereinigten Erzbistums Reggio Calabria-Bova.

## Bischöfe
| Bischof/Verwalter | Amtszeit/Nachweis                                                                                          | Sonstige Ämter und Bemerkungen |
| --- | --- | --- |
| Lucas/Luca | 1094 | |
| Stephanus/Stefanus/Stefano | ?1222 | |
| Arsenius | 1227 | fehlt in Eubel |
| A. | 1269 | |
| Anonymus | 1274 bis 1280                                                                                              | |
| Cyprianus | 1291 bis 4. März 1298                                                                                      | fehlt in Gams, er war 1295 Mit-Aussteller einer in Rom ausgegebenen Sammelindulgenz für den Dom von Brandenburg an der Havel. Ebenfalls in Rom stellte er 1295 mit neun anderen Erzbischöfen und Bischöfen eine Sammelindulgenz für die St. Ulrichskirche in Halle (Saale) aus. 1296 stellte er in Rom zusammen mit zwei Erzbischöfen und mit weiteren 10 Bischöfen eine Sammelindulgenz für die Kirche in Oschersleben aus |
| Lucas/Luca | 1305 | |
| Biagio//Blasius/Basilius (Blasius)/Blasio | ? bis 1341                                                                                                 | |
| Niccolò/Nicolaus/Nicolò/Nicolas | 6. Mai 1341 bis 10. Juli 1342                                                                              | OSBI, Dekan des Domkapitels von Gerace, wurde 1342 zum Bischof von Gerace ernannt |
| Andreas/Andrea | 10. Juli 1342 bis ? †                                                                                      | war vorher Primicerius des Domkapitels in Gerace |
| Nicodemus/Nicodemo | 24. Juli 1346 bis (1357)                                                                                   | Basilianer (OSB) |
| Basilius/Basilio | 1. April 1362 bis † 1364                                                                                   | Gams: † 1361 |
| Erasmus/Gerasmus/Erasmo | 7. April 1364/17. April 1364 bis † ?                                                                       | Basilianer, Abt des Klosters Sancti Pantaleonis in der Diöcese Bova, OSB |
| Seraphinus/Serafinus/Serafino | 27. April 1365 bis † ?                                                                                     | OP, fehlt in Eubel |
| Guilelmus/Guglielmo/Giuliano | 5. Dezember 1375 bis † ?                                                                                   | war vorher Protopappas/Erzpriester in Bova, fehlt in Gams |
| Julianus | 1376 | nur bei Gams |
| Joannes Melae/Giovanni Mela | 7. Mai 1384 bis † ?                                                                                        | Gegenbischof |
| Basilius/Basilio | circa 1384 bis † ?                                                                                         | |
| Stephanus/Stefano | ? bis † 1405                                                                                               | |
| Gualterius/Walterus/Gualtiero/Waltero | 8. April 1405 (Wahl)/13. April 1405 bis nach 1414                                                          | OESA, war vorher von 1400 bis 1405 Bischof von Kruja |
| Petro/Petrus/ Petrus Notarii Rogerii/Pietro/Pietro Notarii Rogerii                                                                             | 27. Februar 1410 bis † circa 1412                                                                          | |
| Giovanni Dominici | 21. April 1412 bis † 10. Juni 1419                                                                         | Kardinal, Apostolischer Administrator |
| Matthaeus/Matthaeus della Scaglia/Matthaeus de la Scaglia/Matteo de la Scaglia/Matteo della Scaglia                                            | 12. April 1424 bis † ?                                                                                     | OESA, von Agrigent |
| Philippus Costulpharia/Filippo Costulfaria | 27. Juli 1425 bis † 1435                                                                                   | vorher Dekan des Domkapitels in Bova |
| Augustinus de Campellis/Augustinus de Carapellis/Agostino Campelli/Agostino Carapelle                                                          | 14. Februar 1435 bis † 22. August 1435                                                                     | OESA |
| Sanctius/Sancius/Sancio/Sante | 23. September 1435 bis 22. September 1441                                                                  | war von 1420 bis 1431 Bischof von Orte, war von 1431 bis 1433 Bischof von Ciudad Rodrigo, war von 1433 bis 1434 Bischof von Minervino Murge, trat 1441 vom Bischofsamt zurück, wurde 1441 zum (Titular-)Bischof von Sebaste ernannt |
| Jacobellus/Jacobellus de Seminaria/Giacobella da Seminara/Jacobello de Seminaria                                                               | 22. September 1441 bis † 1483                                                                              | OFM |
| Proculus Curiale/Proculus Curialis/Procolo Curiali/Procolo Curiale                                                                             | 7. November 1483 bis † 1523                                                                                | von Sorrent |
| Franciscus Card Ursinus/Francesco Orsini | 1523/24 | Kardinal, Apostolischer Administrator |
| Donatus Cortesius/Donatus Curiale/Donatus Curialis/Donato Curiale                                                                              | 8. April 1523/13. April 1524 bis 1549                                                                      | von Sorrent, trat vom Bischofsamt zurück |
| Achilles Brancia/Achilles Brange (Brancia)/Achille Brancia                                                                                     | 21. August 1549/1546 bis 13. August 1570/23. August 1570                                                   | von Sorrent, trat vom Amt zurück |
| Paulus Casali/Paolo Casali | 1570 | |
| Julius Staurienus/Julius Staurieno/Julius Staurianus seu Cavirnianus/Giulio Staureno/Giulio Stauriano                                          | 16. März 1571/19. März 1571 bis † 1577                                                                     | OFM, war vorher Titularbischof von Megara, OP |
| Julius/Giulio | 2. Oktober 1577 bis † 9. Oktober 1577                                                                      | OP, starb noch vor der Weihe, fehlt in Eubel |
| Manellus/Manellus Franci/Marcellus Francus/Marcello Franci/Marcello, auch Manello Francio/Marcello Franco                                      | 9. Oktober 1577 bis † 1586                                                                                 | aus Neapel |
| Ptolomaeus Corsinius/Ptolemaeus Corsini/Bartholomaeus (Ptolomaeus) Corsinius/Bartolomeo (o Tolomeo) Corsini/Tolomeo Corsini/Bartolomeo Corsini | 23. Februar 1587/25. Februar 1587 bis † 1590 in Rom                                                        | |
| Joannes Camerota/Giovanni Camerota/Giovanni Camerata                                                                                           | 23. September 1592 bis † 1622                                                                              | |
| Nicolaus Maria Morlafai/Nicolaus Maria Modafarus/Nicolaus Maria Modaffarius (Modaffari)/Nicola Maria Madaffari                                 | 2. Mai 1622 (Ernennung)/7. Mai 1622/8. Mai 1622 (Ordination) bis † 1627                                    | aus Reggio Calabria |
| Fabius Olivadisi/Fabius Olivadisius (Olivadisi)/Fabio Olivadisi                                                                                | 20. September 1627 bis 16. Juli 1646                                                                       | 1626 bis 1627 Bischof von Lavello, wurde 1646 zum Bischof von Catanzaro ernannt |
| Martinus Megalius/Martinus Megali/Martinus Megalis (Megali)/Martino Megali                                                                     | 10. September 1646 (Ernennung)/20. September 1646/23. September 1646 (Ordination) bis † Juli 1656          | aus San Mauro (Diözese Santa Severina) |
| Bernardinus de Aragonia/Bernardinus d'Aragon/Bernardinus de Aragona/Bernardino d'Aragona                                                       | 19. Februar 1657 (Ernennung)/11. März 1657 (Ordination) bis † 12. Juli 1669                                | aus Carpaciano (sic!) |
| Marcus Antonius Contestabilis/Marcus Antonius Contestabili/Marc' Antonio Contestabili/Marco Antonio Contestabile                               | 9. September 1669/19. September 1669 bis † 19. Juli 1699                                                   | |
| Antonius Gaudiosus/Franciscus Antonius Gandiosi/Antonio Gaudiosi/Francesco Antonio Gaudiosi                                                    | 5. Februar 1699/5. Oktober 1699 bis † Februar 1714                                                         | OP |
| Sedisvakanz | 1714 bis 1718                                                                                              | |
| Paulus Stabile/Paolo Stabile | 8. Juni 1718 (Ernennung)/12. Juni 1718 (Ordination) bis † 19. November 1729                                | OFM |
| Josephus Barone/Giuseppe Baroni/Giuseppe Barone                                                                                                | 23. Dezember 1729 (Ernennung)/25. Dezember 1729 (Ordination) bis 5. März 1731                              | 1731 zum Bischof von Marsi ernannt (Cappelletti sagt, wohl fälschlich, 1729 zum Bischof von Marsi ernannt) |
| Thomas Josaphat Melina/Tommaso Giosafat Molina/Tommaso Mellina                                                                                 | 9. April 1731 bis † 30. Mai 1735                                                                           | von 1729 bis 1731 Titularbischof von Zama Major |
| Dominicus de Marzano/Domenico de Marzano | 27. Juli 1735 bis † 24. Juni 1752                                                                          | geboren in Bova, war vorher von 1719 bis 1735 Bischof von Strongoli |
| Stephanus Morabito/Stefano Morabito | 27. November 1752 (Ernennung)/30. November 1752 (Ordination) bis 7. Mai 1764                               | trat zurück, fehlt in Cappelletti |
| Antonius Spitalieri/Antonio Spedalieri/Antonio Spitalieri                                                                                      | 20. August 1764 (Ernennung)/26. August 1764 (Ordination) bis † 3. April 1791                               | geboren in Monasterazzo (sic!)(Diözese Squillace) |
| Josephus Martini/Giuseppe Martini | 15. Februar 1792 (Wahl)/26. März 1792 (Ernennung)/9. April 1792 (Ordination) bis † 15. Februar 1802        | von Forscardo (sic!) (Diözese Cosenza) |
| Sedisvakanz | 1802 bis 1819                                                                                              | |
| Nicolaus Laudisio/Nicola Maria Laudisio | 7. April 1819 (Wahl)/4. Juni 1819 (Ernennung)/6. Juni 1819 (Ordination) bis 3. Mai 1824                    | C.Ss.R., 1824 zum Bischof von Policastro ernannt |
| Joannes Corcione/Giovanni Corcione | 22. März 1824 (Wahl)/3. Mai 1824 (Ernennung)/9. Mai 1824 (Ordination) bis † 18. Dezember 1830              | |
| Josephus Maria Giove/Giuseppe Maria Giove | 21. März 1832 (Wahl)/2. Juli 1832 (Ernennung)/15. Juli 1832 (Ordination) bis 19. Dezember 1834             | OFM, 1834 zum Bischof von Gallipoli ernannt |
| Vincentinus Rozzolino/Vincenzo Rozolino | 6. Mai 1835 (Wahl)/24. Juli 1835 (Ernennung)/26. Juli 1835 (Ordination) bis 28. September 1849             | 1849 zum Bischof von Caserta ernannt |
| Pasqualis Taccone/Pasquale Taccone | 29. August 1849 (Wahl)/28. September 1849 (Ernennung)/14. Oktober 1849 (Ordination) bis 30. September 1850 | 1850 zum Bischof von Teramo ernannt |
| Rafael Ferrigno/Raffaele Ferrigno | 16. November 1850 (Wahl)/17. Februar 1851 (Ernennung)/21. April 1851 (Ordination) bis 16. Juli 1856        | 1856 zum Bischof von Brindisi ernannt, fehlt in Cappelletti |
| Dalmatius di Andrea/Dalmazio di Andrea/Dalmazio (Pietro) d'Andrea                                                                              | 19. Juni 1856 (Wahl)/18. September 1856 (Ernennung)/28. September 1856 (Ordination) bis † 12. Oktober 1871 | OFMCap, von Morcone |
| Antonius Pitera/Antonio Piterà | 22. Dezember 1871 (Ernennung)/25. Februar 1872 (Ordination) bis 29. Mai 1876                               | trat vom Bischofsamt zurück, 1877 zum Titularbischof von Auzia ernannt |
| Nicola de Simone | 20. März 1877 (Ernennung)/22. April 1877 (Ordination) bis † 8. Juli 1895                                   | |
| Raffaele Rossi | 8. Juli 1895 bis 14. Dezember 1899                                                                         | 1895 Koadjutorbischof von Bova, März 1895 bis Juli 1895 Titularbischof von Zeugma in Syria, 1899 zum Erzbischof von Acerenza und Matera ernannt |
| Domenico Pugliatti | 19. April 1900 (Ernennung)/13. Mai 1900 (Ordination) bis † 20. November 1914                               | |
| Paolo Albera | 7. Juni 1915 (Ernennung)/26. Juli (Ordination) bis 1. Januar 1921                                          | trat zurück, 1921 Titularbischof von Flaviopolis, 1919 Administrator des Bistums Mileto, 1921 bis 1924 Titularbischof von Flaviopolis. 1924 zum Bischof von Mileto ernannt |
| Andrea Taccone | 2. März 1923 (Ernennung)/6. Mai 1923 (Ordination) bis 27. August 1929                                      | 1929 zum Bischof von Ruvo und Bitonto ernannt |
| Sedisvakanz | 1929 bis 1933                                                                                              | |
| Giuseppe Cognata | 16. März 1933 (Ernennung)/23. April 1933 (Ordination) bis 5. Januar 1940                                   | SDB, trat zurück, wurde 1963 zum (Titular-)Bischof von Pharsalus ernannt |
| Enrico Montalbetti | 12. März 1941 bis † 31. Januar 1943                                                                        | war auch Erzbischof von Reggio Calabria (1938 bis 1943) |
| Antonio Lanza | 12. Mai 1943 (Ernennung)/29. Juni 1843 (Ordination) bis † 23. Juni 1950                                    | war gleichzeitig auch Erzbischof von Reggio Calabria (1943 bis 1950) |
| Giovanni Ferro | 14. September 1950 (Ernennung)/29. Oktober 1950 (Ordination) bis 8. September 1960                         | CRS, trat vom Bischofsamt in Bova zurück, er blieb aber Erzbischof von Reggio Calabria (1950 bis 1973) |
| Giuseppe Lenotti | 8. September 1960 bis 18. April 1962                                                                       | 1962 zum Bischof von Foggia ernannt |
| Aurelio Sorrentino | 12. Mai 1962 (Ernennung)/29. Juli 1962 (Ordination) bis 30. November 1966                                  | zum Bischof von Potenza und Marsico Nuovo ernannt, dann von 1973 bis 1977 Erzbischof von Potenza und Marsico Nuovo und zugleich Bischof von Muro |
| Sedisvakanz | 1966 bis 1973                                                                                              | |
| Giovanni Ferro | 18. August 1973 bis 4. Juni 1977                                                                           | zum zweiten Mal Bischof von Bova, CRS, trat in den Ruhestand |
| Aurelio Sorrentino | 4. Juni 1977 bis 30. September 1986                                                                        | zum zweiten Mal Bischof von Bova, war auch Erzbischof von Reggio Calabria (1977 bis 1986), danach Erzbischof von Reggio Calabria-Bova |